# Alisse Waterston

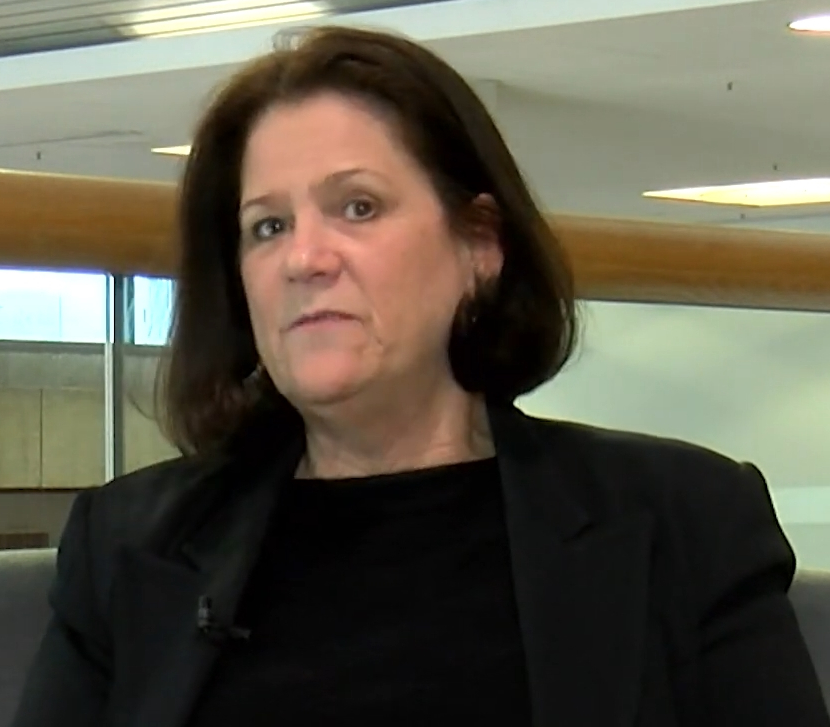
Alisse Waterston (Februar 2019)

Alisse Waterston (* 1951) ist eine US-amerikanische Anthropologin (cultural anthropology).

## Leben
Waterston studierte an der New York University und erhielt dort einen Bachelor of Arts. Danach setzte sie ihr Studium an der Columbia University fort und erhielt dort einen Master of Arts. Das Thema ihrer Masterarbeit war Puerto Rican Women in the U.S.: Family, Religion and Political Economy. 1990 promovierte sie am Graduate Center der City University of New York mit der Dissertation Aspects of Street Addict Life und erhielt einen Ph.D.
Waterston war nun von 1991 bis 1992 Adjunct Assistant Professor an der Division of Social Sciences der State University of New York in Purchase, New York. Danach war sie von 1992 bis 1993 Adjunct Assistant Professor am Department of Anthropology and Sociology der Fordham University und von 1996 bis 1998 Visiting Associate Professor an der Graduate Faculty in Sociology der New School for Social Research. 2003 wechselte sie an das John Jay College of Criminal Justice und lehrte am dortigen Department of Anthropology erst von 2003 bis 2007 als Associate Professor und seit 2008 schließlich als Professorin.
Des Weiteren war sie von 1986 bis 1991 Research Fellow, sowie von 1990 bis 1991 Post-Doctoral Research Fellow, am Narcotic and Drug Research, Inc. Am HIV Center for Clinical and Behavioral Studies der Columbia University war sie von 1994 bis 1996 Post-Doctoral Research Fellow, sowie von 1996 bis 1999 Research Associate.
2002 war sie Mitherausgeberin, sowie von 2003 bis 2008 Herausgeberin des North American Dialogue, einer von der Society for the Anthropology of North America veröffentlichten Fachzeitschrift. Von 2006 bis 2009 gehörte sie dem Editorial Board der Fachzeitschrift American Anthropologist an. Von 2012 bis 2015 war sie Herausgeberin von Open Anthropology, dem Verlautbarungsblatt der American Anthropological Association. Seit 2015 gehört sie dem Editorial Board der Fachzeitschrift American Ethnologist an. Von 2013 bis 2015 war sie President-elect, sowie Vizepräsidentin, der American Anthropological Association. Dementsprechend ist Waterston seit 2015 Präsidentin der American Anthropological Association.
2005 erhielt sie den President’s Award der American Anthropological Association.
Waterston ist Mitglied der American Anthropological Association, der American Ethnological Society, der Association of Black Anthropologists, der Association for Feminist Anthropology, der Ethnographic Praxis in Industry Conference, der European Association of Social Anthropologists, der International Union of Anthropological and Ethnological Sciences, der Jewish Studies Association, der Latin American Jewish Studies Association, der National Association for the Practice of Anthropology, der National Women’s Studies Association, der Society for the Anthropology of Europe, der Society for the Anthropology of North America, der Society for Applied Anthropology, der Society for Humanistic Anthropology, der Society for Medical Anthropology und der Society for Urban, National & Transnational/Global Anthropology.

## Veröffentlichungen (Auswahl)
- Alisse Waterston: Street Addicts in the Political Economy. (1997, Temple University Press: Philadelphia, PA.)
- Alisse Waterston: Love, Sorrow and Rage: Destitute Women in a Manhattan Residence. (1999, Temple University Press: Philadelphia, PA.)
- Alisse Waterston: An Anthropology of War: Views from the Frontline. (2008, New York: Berghahn Books)
- Maria D. Vesperi, Alisse Waterston [Hrsg.]: Anthropology Off the Shelf: Anthropologists on Writing (2011, Malden, MA: Wiley Blackwell Publishing)
- Alisse Waterston: My Father’s Wars: Migration, Memory and the Violence of a Century. (2014, Series on Innovative Ethnographies, New York and London: Routledge)
- Maia Barkaia, Alisse Waterston: Gender in Georgia: Feminist Perspectives on Culture, Nation and History in the South Caucasus. (2017, New York: Berghahn Books)